# Mansfield Patera
La Mansfield Patera è una struttura geologica della superficie di Venere.